# Taeniophora valleana
Taeniophora valleana är en insektsart som beskrevs av Marius Descamps och Christiane Amédégnato 1971. Taeniophora valleana ingår i släktet Taeniophora och familjen Romaleidae. Inga underarter finns listade i Catalogue of Life.